# Big Brook (Terra Nova)
De Big Brook is een 13,5 km lange rivier in de Canadese provincie Newfoundland en Labrador. De rivier bevindt zich in het oosten van het eiland Newfoundland en stroomt door het Nationaal Park Terra Nova.

## Verloop
De rivier begint als uitstroom van een naamloos meer in het oosten van Newfoundland, op zo'n halve kilometer ten noorden van de toegangsweg van het dorp Terra Nova (NL-301) en zo'n kilometer ten noorden van het moeras Gros Marsh. Hij meandert over zijn hele loop in voornamelijk noordoostelijke richting, waarbij hij ook doorheen enkele kleine meren gaat.
Ongeveer halverwege zijn loop gaat de rivier het Nationaal Park Terra Nova binnen en zo'n 2,5 km voor zijn monding gaat hij er onderdoor de Trans-Canada Highway (NL-1).
Na in totaal 13,5 km mondt de Big Brook uit in de Newman Sound, een grote zeearm van de Bonavista Bay. De laatste kilometer van zijn loop stroomt hij aan de zuidrand van de Newman Sound Campground, het grootste kampeerterrein van het nationaal park.

## Wandelroutes
De Newman Sound Campground is het beginpunt van de 35 km lange Outport Trail, de langste wandelroute van het Nationaal Park Terra Nova. Onder meer voor deze wandelroute is vlakbij het kampeerterrein een wandelhangbrug over de Big Brook gebouwd. Op dezelfde plaats begint ook de Campground Trail, een 3,8 km lange wandelroute die de meanderende oevers van de Big Brook volgt.

## Fauna
De Newman Sound, die deel uitmaakt  van het Trekvogelreservaat Terra Nova, huisvest bij de ondiepte aan de monding van de Big Brook heel wat waadvogels, eendvogels en meeuwen.
Wandelaars kunnen langs de oever van de rivier onder meer Amerikaanse zeearenden, bossneeuwhoenen en spechten waarnemen, evenals met het nodige geluk ook Canadese bevers.